# Phocascaris
Phocascaris ist eine Gattung der Spulwürmer mit vier Arten.

## Merkmale
Galeiceps sind Anisakiden mit nahezu quadratischen Lippen, deren Vorderrand drei Einschnitte aufweist. Zwischenlippen (Interlabia) fehlen, im Gegensatz zu anderen Anisakiden sind aber zahnartige Leisten ausgebildet. Die beiden Spicula der Männchen sind ungleich.

## Systematik
Hodda (2022) ordnet die Gattung in die Tribus Contracaecini, Untertribus Contracaecinii ein. Die vier Arten sind:
- Phocascaris cystophorae Berland, 1963
- Phocascaris longispiculum Wang & Wu, 1991
- Phocascaris netsiki Lyster, 1940
- Phocascaris phocae Höst, 1932